# John Doby Kennedy

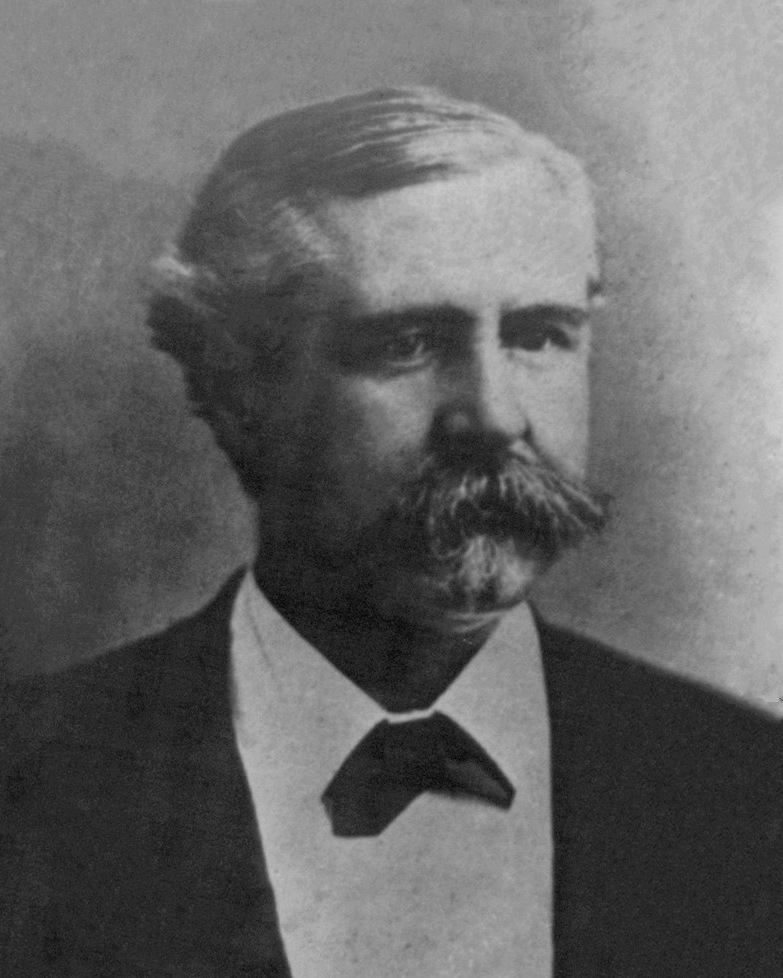
John Doby Kennedy

John Doby Kennedy (* 5. Januar 1840 in Camden, Kershaw County, South Carolina; † 14. April 1896 ebenda) war ein US-amerikanischer Politiker. Zwischen 1879 und 1882 war er Vizegouverneur des Bundesstaates South Carolina.

## Werdegang
John Kennedy absolvierte das South Carolina College, die spätere University of South Carolina. Zwischenzeitlich war er in der Staatsmiliz aktiv. Nach einem anschließenden Jurastudium und seiner 1861 erfolgten Zulassung als Rechtsanwalt begann er in diesem Beruf zu arbeiten. Bedingt durch den Ausbruch des Bürgerkrieges gab er diese Tätigkeit zunächst wieder auf, um im Heer der Konföderation zu dienen. Er nahm an mehreren Feldzügen und Schlachten teil und wurde mindestens sechs Mal verwundet. Bei Kriegsende hatte er den Rang eines Brigadegenerals erreicht. Nach dem Krieg praktizierte er wieder als Anwalt. Nach anderen Angaben war er bis 1877 als Pflanzer tätig und nahm dann erst wieder seine Anwaltstätigkeit auf. Gleichzeitig schlug er als Mitglied der Demokratischen Partei eine politische Laufbahn ein. Im Jahr 1865 errang er einen Sitz im Repräsentantenhaus der Vereinigten Staaten in Washington, D.C., der ihm aber verweigert wurde, da er sich geweigert hatte, den Treueeid auf die Union abzulegen. 1878 wurde er in das Repräsentantenhaus von South Carolina gewählt.
Im Jahr 1880 wurde Kennedy an der Seite von Johnson Hagood zum Vizegouverneur von South Carolina gewählt. Dieses Amt bekleidete er zwischen 1880 und 1882. Dabei war er Stellvertreter des Gouverneurs und Vorsitzender des Staatssenats. 1882 bewarb er sich erfolglos um die Nominierung seiner Partei für das Amt des Gouverneurs. Von 1885 bis 1889 war er amerikanischer Konsul in Shanghai. Er starb am 14. April 1896 in seiner Heimatstadt Camden an den Folgen eines Schlaganfalls.